# Таузар
Тауза́р (Тозёр) (араб. توزر‎, фр. Tozeur) — город в Тунисе, столица одноимённого вилайета.

## Географическое положение
Город расположен на северо-западном берегу озера Шотт-эль-Джерид. Западнее города находится оазис с финиковыми пальмами, которые наряду с туризмом образуют основной доход местного населения.

## Климат
Таузар имеет жаркий пустынный климат.

## Достопримечательности
Возле Таузара найдены кремнёвые орудия эпохи палеолита возрастом 92 тыс. лет.
Аэропорт Таузар-Нефта.